# La nostra història
La nostra història  (títol original: The Story of Us) és una pel·lícula estatunidenca de Rob Reiner, estrenada el 1999. Ha estat doblada al català.

## Argument
Tot i que la parella no va bé, Ben i Katie Jordan rememoren la seva trobada després de quinze anys de matrimoni, marcats pel naixement dels seus dos fills.

## Repartiment
- Bruce Willis: Ben Jordan
- Michelle Pfeiffer: Katie Jordan
- Rob Reiner: Stan
- Rita Wilson: Rachel
- Tim Matheson: Marty
- Betty White: Lilian Jordan
- Colleen Rennison: Erin Jordan amb 10 anys
- Jake Sandvig: Josh Jordan amb 12 anys
- Casey Boersma: Josh Jordan amb 2 anys i mig
- Julie Hagerty: Liza
- Tom Poston: Harry
- Jayne Meadows: Dot
- Art Evans: George
- Red Buttons: Arnie Jordan

## Premis i nominacions
- Nominat als Premis Hollywood Makeup Artist and Hair Stylist Guild del 2000 per al « millor maquillatge contemporani » (Best Contemporary Makeup - Feature) a favor de Ronnie Specter.
- Nominat als Premis Satellite del 2000 per al Golden Satellite a la millor cançó (Best Original Song) per a Get Lost.
- Nominat als Premis Young Artist del 2000 per a la « millor jove actriu secundària » (Best Performance in a Feature Film - Supporting Young Actress) en favor de Colleen Rennison.

## Crítica
- "Encara que la parella té química, el film es queda en discret"[3]